# Piłka nożna na Gibraltarze

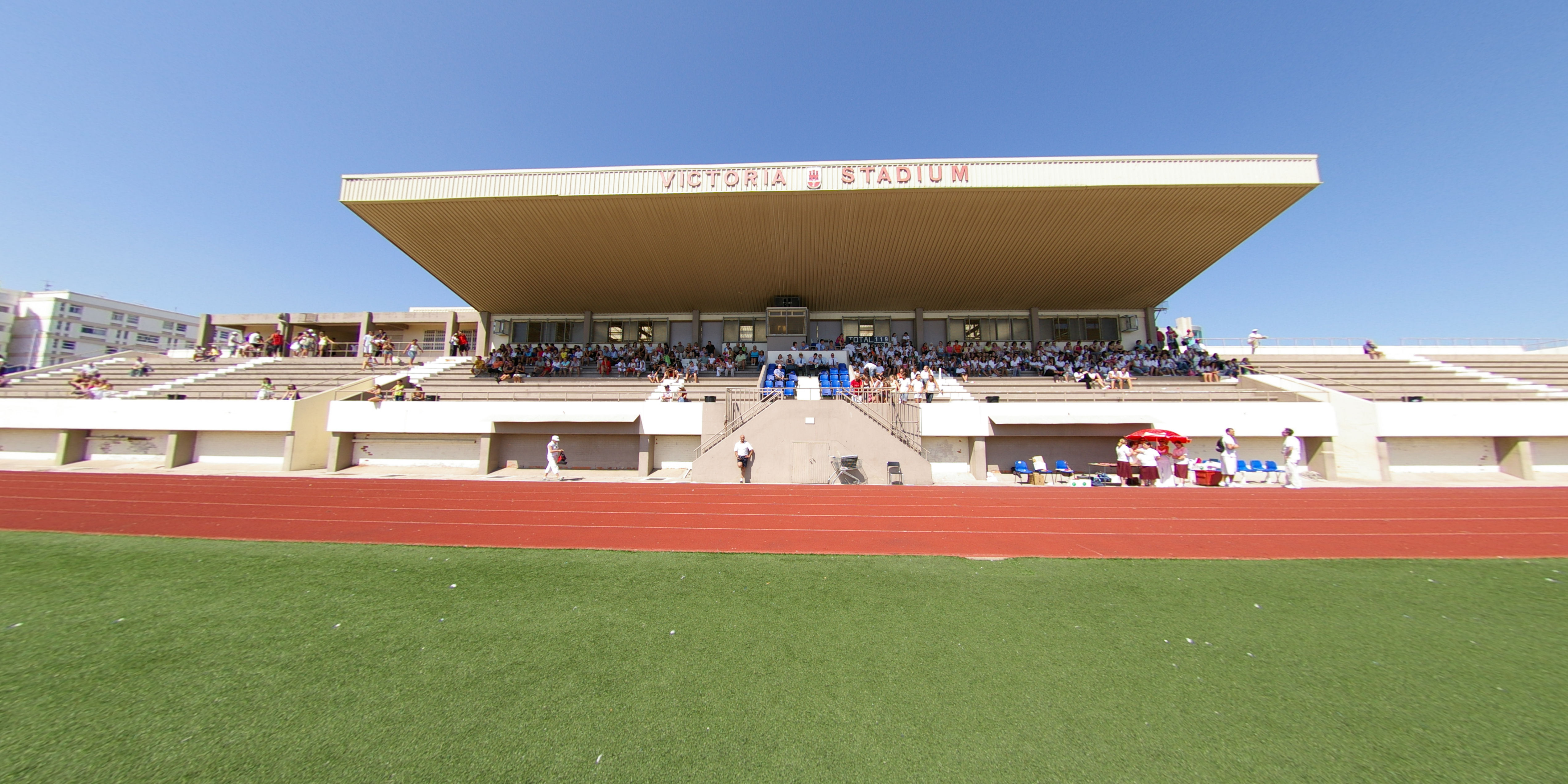
Victoria Stadium, arena domowa reprezentacji narodowej

Piłka nożna (ang. football futbol) jest najpopularniejszym sportem na Gibraltarze. Jej głównym organizatorem na terenie Gibraltaru pozostaje Gibraltar Football Association (GFA).
Według stanu na 17 listopada 2021 roku Liam Walker i Roy Chipolina mają po 57 występów reprezentacyjnych, a Reece Styche, Tjay De Barr, Lee Casciaro i Liam Walker strzelili po 3 bramki w barwach reprezentacji Gibraltaru.
W gibraltarskiej National League grają takie utytułowane kluby, jak Lincoln Red Imps, Glacis United i Europa.

## Historia

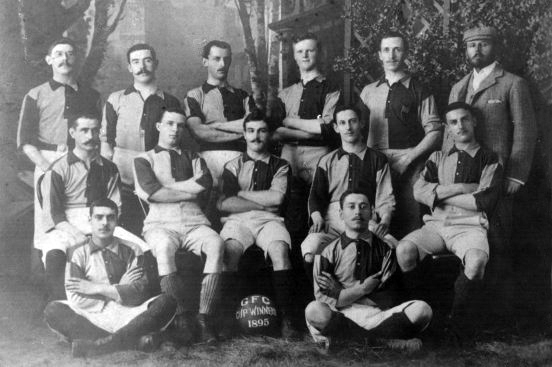
Drużyna Gibraltar F.C., zdobywca Merchants Cup w 1895 roku

Piłka nożna zaczęła zyskiwać popularność na Gibraltarze od czasu jej wprowadzenia przez brytyjski personel wojskowy w XIX wieku. W 1892 roku na Gibraltarze powstał pierwszy klub piłkarski Prince of Wales F.C. Początkowo drużyna składała się wyłącznie z członków załogi British Navy, zamieszkałych na Gibraltarze. Później powstał Gibraltar F.C. oraz Jubilee F.C. Dwa lata później został założony Gibraltarski Cywilny Związek Piłki Nożnej.
Po założeniu gibraltarskiej federacji piłkarskiej – GFA w 1895 roku, rozpoczął się proces zorganizowania pierwszych oficjalnych Mistrzostw Gibraltaru. W sezonie 1895/1896 został zorganizował pierwszy turniej piłki nożnej na Gibraltarze, zwany Merchants Cup (Puchar kupców). W październiku 1907 powstała First Division. W sezonie 1907/08 startowała pierwsza edycja rozgrywek o mistrzostwo kraju, w których 8 drużyn walczyło systemem ligowym o tytuł mistrza kraju.
Rozgrywki zawodowej Premier Division zainaugurowano w sezonie 2012/13.

## Format rozgrywek ligowych
W obowiązującym systemie ligowym istnieją jedynie dwie klasy rozgrywkowe (National League i Division 2).

## Puchary
Rozgrywki pucharowe rozgrywane na Gibraltarze to:
- Puchar Gibraltaru (Rock Cup),
- Superpuchar Gibraltaru (Pepe Reyes Cup) – mecz między mistrzem kraju i zdobywcą Pucharu.